# Sekundærrute 471
De Sekundærrute 471 is een secundaire weg in Denemarken. De weg loopt van Timring via Vildbjerg naar Nøvling. De Sekundærrute 471 loopt door Midden-Jutland en is ongeveer 13 kilometer lang.